# Bilhão (liga)
Para o valor numérico, ver bilhão.
Dá-se o nome de bilhão a uma liga metálica de baixo teor de prata, empregada na Idade Antiga e na Idade Média para cunhar moedas. Geralmente composta de cobre e prata.
A palavra advém do latim medieval billia, "tronco de madeira", através do francês bille, "lingote", "peça de moeda".